# Olympique de Marseille 2025-2026
Questa voce raccoglie le informazioni riguardanti l'Olympique de Marseille nelle competizioni ufficiali della stagione 2025-2026.

## Maglie e sponsor
Lo sponsor tecnico per la stagione 2025-2026 è Puma, mentre il main sponsor sulla maglia è CMA CGM.
| Casa | Trasferta | Terza divisa |

## Rosa
Dati aggiornati al 7 agosto 2025.
| N. |                               | Ruolo | Calciatore          |
| -- | ----------------------------- | ----- | ------------------- |
| 1  | Argentina (bandiera)          | P     | Gerónimo Rulli      |
| 4  | Inghilterra (bandiera)        | D     | CJ Egan-Riley       |
| 5  | Argentina (bandiera)          | D     | Leonardo Balerdi () |
| 6  | Svizzera (bandiera)           | D     | Ulisses Garcia      |
| 7  | Francia (bandiera)            | A     | Neal Maupay         |
| 8  | Inghilterra (bandiera)        | C     | Angel Gomes         |
| 9  | Algeria (bandiera)            | A     | Amine Gouiri        |
| 10 | Inghilterra (bandiera)        | A     | Mason Greenwood     |
| 11 | Marocco (bandiera)            | C     | Amine Harit         |
| 12 | Paesi Bassi (bandiera)        | P     | Jeffrey de Lange    |
| 13 | Canada (bandiera)             | D     | Derek Cornelius     |
| 14 | Brasile (bandiera)            | A     | Igor Paixão         |
| 17 | Inghilterra (bandiera)        | A     | Jonathan Rowe       |
| 18 | Costa d'Avorio (bandiera)     | D     | Bamo Meïté          |
| 19 | Rep. Centrafricana (bandiera) | C     | Geoffrey Kondogbia  |

| N. |                        | Ruolo | Calciatore                |
| -- | ---------------------- | ----- | ------------------------- |
| 22 | Stati Uniti (bandiera) | A     | Timothy Weah              |
| 23 | Danimarca (bandiera)   | C     | Pierre-Emile Højbjerg     |
| 24 | Camerun (bandiera)     | A     | François Mughe            |
| 25 | Francia (bandiera)     | C     | Adrien Rabiot             |
| 26 | Marocco (bandiera)     | C     | Bilal Nadir               |
| 29 | Spagna (bandiera)      | D     | Pol Lirola                |
| 32 | Argentina (bandiera)   | D     | Facundo Medina            |
| 34 | Francia (bandiera)     | A     | Robinio Vaz               |
| 36 | Spagna (bandiera)      | P     | Rubén Blanco              |
| 40 | Belgio (bandiera)      | P     | Jelle Van Neck            |
| 50 | Francia (bandiera)     | C     | Darryl Bakola             |
| 62 | Panama (bandiera)      | D     | Michael Murillo           |
| 97 | Gabon (bandiera)       | A     | Pierre-Emerick Aubameyang |
| -- | Camerun (bandiera)     | A     | Faris Moumbagna           |
| -- | Marocco (bandiera)     | C     | Azzedine Ounahi           |

## Calciomercato
Dati aggiornati all'8 luglio 2025.

### Sessione estiva
| Acquisti         | Acquisti                  | Acquisti      | Acquisti                                          |
| R.               | Nome                      | da            | Modalità                                          |
| ---------------- | ------------------------- | ------------- | ------------------------------------------------- |
| A                | Igor Paixão               | Feyenoord     | definitivo (30 milioni €)                         |
| A                | Jonathan Rowe             | Norwich City  | definitivo (obbligo di riscatto - 14.3 milioni €) |
| C                | Pierre-Emile Højbjerg     | Tottenham     | definitivo (obbligo di riscatto - 13.5 milioni €) |
| A                | Neal Maupay               | Everton       | definitivo (obbligo di riscatto - 4 milioni €)    |
| D                | Facundo Medina            | Lens          | prestito oneroso (2 milioni €)                    |
| A                | Timothy Weah              | Juventus      | prestito con obbligo di riscatto                  |
| C                | Angel Gomes               |               | definitivo (svincolato)                           |
| D                | CJ Egan-Riley             |               | definitivo (svincolato)                           |
| A                | Pierre-Emerick Aubameyang |               | definitivo (svincolato)                           |
| C                | Azzedine Ounahi           | Panathīnaïkos | fine prestito                                     |
| C                | Ismaël Koné               | Rennes        | fine prestito                                     |
| D                | Bamo Meïté                | Montpellier   | fine prestito                                     |
| P                | Pau López                 | Toluca        | fine prestito                                     |
| P                | Simon Ngapandouetnbu      | Nîmes         | fine prestito                                     |
| A                | François Mughe            | Kallithea     | fine prestito                                     |
| Altre operazioni |                           |               |                                                   |
| R.               | Nome                      | da            | Modalità                                          |
| D                | Samuel Gigot              | Lazio         | fine prestito                                     |

| Cessioni         | Cessioni              | Cessioni     | Cessioni                                       |
| R.               | Nome                  | a            | Modalità                                       |
| ---------------- | --------------------- | ------------ | ---------------------------------------------- |
| C                | Luis Henrique         | Inter        | definitiva (23 milioni €)                      |
| D                | Quentin Merlin        | Rennes       | definitiva (13 milioni €)                      |
| C                | Valentin Rongier      | Rennes       | definitiva (5.5 milioni €)                     |
| P                | Pau López             | Toluca       | definitiva (riscatto cartellino - 4 milioni €) |
| C                | Ismaël Koné           | Sassuolo     | prestito oneroso (2.5 milioni €)               |
| D                | Samuel Gigot          | Lazio        | definitiva (riscatto cartellino - 500 mila €)  |
| D                | Amar Dedic            | Salisburgo   | definitiva (100 mila €)                        |
| D                | Luiz Felipe           |              | definitiva (svincolato)                        |
| P                | Simon Ngapandouetnbu  |              | definitiva (svincolato)                        |
| D                | Chancel Mbemba        |              | svincolato                                     |
| C                | Ismaël Bennacer       | Milan        | fine prestito                                  |
| D                | Alexi Koum            | Valenciennes | prestito                                       |
| Altre operazioni |                       |              |                                                |
| R.               | Nome                  | a            | Modalità                                       |
| C                | Pierre-Emile Højbjerg | Tottenham    | fine prestito                                  |
| A                | Jonathan Rowe         | Norwich City | fine prestito                                  |
| A                | Neal Maupay           | Everton      | fine prestito                                  |

## Risultati
Dati aggiornati al 15 agosto 2025.

### Ligue 1
Il 27 giugno 2025 è stato reso noto il calendario della Ligue 1 2025-26. Alla 1ª giornata l'Olympique Marseille ha affrontato lo Stade Rennes in trasferta.
| Arbitro: | Jérémie Pignard |

|               |           |  |
| L. Blas 90+1’ | Marcatori |  |

| Marsiglia 23 agosto 2025, ore 17:00 CEST 2ª giornata | Olympique Marsiglia | – referto | Paris FC | Orange Vélodrome |

| Décines-Charpieu 31 agosto 2025, ore 20:45 CEST 3ª giornata (Choc des Olympiques) | Olympique Lione | – referto | Olympique Marsiglia | Parc Olympique Lyonnais |

| Marsiglia 14 settembre 2025, ore --:-- CEST 4ª giornata | Olympique Marsiglia | – referto | Lorient | Orange Vélodrome |

| Marsiglia 21 settembre 2025, ore --:-- CEST 5ª giornata (Le Classique) | Olympique Marsiglia | – referto | Paris Saint-Germain | Orange Vélodrome |

| Strasburgo 28 settembre 2025, ore --:-- CEST 6ª giornata | Strasburgo | – referto | Olympique Marsiglia | Stade de la Meinau |

| Metz 5 ottobre 2025, ore --:-- CEST 7ª giornata | Metz | – referto | Olympique Marsiglia | Stade Saint-Symphorien |

| Marsiglia 19 ottobre 2025, ore --:-- CEST 8ª giornata | Olympique Marsiglia | – referto | Le Havre | Orange Vélodrome |

| Lens 26 ottobre 2025, ore --:-- CEST 9ª giornata | Lens | – referto | Olympique Marsiglia | Stade Bollaert-Delelis |

| Marsiglia 29 ottobre 2025, ore --:-- CET 10ª giornata | Olympique Marsiglia | – referto | Angers | Orange Vélodrome |

| Auxerre 2 novembre 2025, ore --:-- CET 11ª giornata | Auxerre | – referto | Olympique Marsiglia | Stade de l'Abbé-Deschamps |

| Marsiglia 9 novembre 2025, ore --:-- CET 12ª giornata | Olympique Marsiglia | – referto | Brest | Orange Vélodrome |

| Nizza 23 novembre 2025, ore --:-- CET 13ª giornata | Nizza | – referto | Olympique Marsiglia | Allianz Riviera |

| Marsiglia 30 novembre 2025, ore --:-- CET 14ª giornata | Olympique Marsiglia | – referto | Tolosa | Orange Vélodrome |

| Villeneuve-d'Ascq 7 dicembre 2025, ore --:-- CET 15ª giornata | Lilla | – referto | Olympique Marsiglia | Stade Pierre-Mauroy |

| Marsiglia 14 dicembre 2025, ore --:-- CET 16ª giornata | Olympique Marsiglia | – referto | Monaco | Orange Vélodrome |

| Marsiglia 4 gennaio 2026, ore --:-- CET 17ª giornata | Olympique Marsiglia | – referto | Nantes | Orange Vélodrome |

| Angers 18 gennaio 2026, ore --:-- CET 18ª giornata | Angers | – referto | Olympique Marsiglia | Stade Raymond Kopa |

| Marsiglia 19 gennaio 2026, ore --:-- CET 19ª giornata | Olympique Marsiglia | – referto | Lens | Orange Vélodrome |

| Parigi 1° febbraio 2026, ore --:-- CET 20ª giornata | Paris FC | – referto | Olympique Marsiglia | Stade Jean-Bouin |

| Parigi 8 febbraio 2026, ore --:-- CET 21ª giornata (Le Classique) | Paris Saint-Germain | – referto | Olympique Marsiglia | Parc des Princes |

| Marsiglia 15 febbraio 2026, ore --:-- CET 22ª giornata | Olympique Marsiglia | – referto | Strasburgo | Orange Vélodrome |

| Brest 22 febbraio 2026, ore --:-- CET 23ª giornata | Brest | – referto | Olympique Marsiglia | Stade Francis-Le Blé |

| Marsiglia 1° marzo 2026, ore --:-- CET 24ª giornata (Choc des Olympiques) | Olympique Marsiglia | – referto | Olympique Lione | Orange Vélodrome |

| Tolosa 8 marzo 2026, ore --:-- CET 25ª giornata | Tolosa | – referto | Olympique Marsiglia | Stadium de Toulouse |

| Marsiglia 15 marzo 2026, ore --:-- CET 26ª giornata | Olympique Marsiglia | – referto | Auxerre | Orange Vélodrome |

| Marsiglia 22 marzo 2026, ore --:-- CET 27ª giornata | Olympique Marsiglia | – referto | Lilla | Orange Vélodrome |

| Monaco 5 aprile 2026, ore --:-- CEST 28ª giornata | Monaco | – referto | Olympique Marsiglia | Stade Louis II |

| Marsiglia 12 aprile 2026, ore --:-- CEST 29ª giornata | Olympique Marsiglia | – referto | Metz | Orange Vélodrome |

| Lorient 19 aprile 2026, ore --:-- CEST 30ª giornata | Lorient | – referto | Olympique Marsiglia | Stade du Moustoir |

| Marsiglia 26 aprile 2026, ore --:-- CEST 31ª giornata | Olympique Marsiglia | – referto | Nizza | Orange Vélodrome |

| Nantes 3 maggio 2026, ore --:-- CEST 32ª giornata | Nantes | – referto | Olympique Marsiglia | Stade de la Beaujoire |

| Le Havre 9 maggio 2026, ore --:-- CEST 33ª giornata | Le Havre | – referto | Olympique Marsiglia | Stade Océane |

| Marsiglia 16 maggio 2026, ore --:-- CEST 34ª giornata | Olympique Marsiglia | – referto | Rennes | Orange Vélodrome |

### Coupe de France
Partecipando al campionato di Ligue 1, l'Olympique Marseille comincerà la sua partecipazione alla Coupe de France a partire dai trentaduesimi di finale.

### Trophée des Champions
Il PSG, avendo vinto sia la Ligue 1 che la Coupe de France della precedente stagione, ha permesso all'Olympique Marseille di qualificarsi al Trophée des Champions 2025 come 2ª classificata nella precedente edizione del campionato.

#### Finale
| ... ..., ore --:-- CET Finale (gara unica) (Le Classique) | Paris Saint-Germain | – | Olympique Marsiglia |  |

## Statistiche
Dati aggiornati al 15 agosto 2025.

### Statistiche di squadra
| Competizione          | Punti | In casa | In casa | In casa | In casa | In casa | In casa | In trasferta | In trasferta | In trasferta | In trasferta | In trasferta | In trasferta | Totale | Totale | Totale | Totale | Totale | Totale | DR |
| Competizione          | Punti | G       | V       | N       | P       | Gf      | Gs      | G            | V            | N            | P            | Gf           | Gs           | G      | V      | N      | P      | Gf     | Gs     | DR |
| --------------------- | ----- | ------- | ------- | ------- | ------- | ------- | ------- | ------------ | ------------ | ------------ | ------------ | ------------ | ------------ | ------ | ------ | ------ | ------ | ------ | ------ | -- |
| Ligue 1               | 0     | 0       | 0       | 0       | 0       | 0       | 0       | 1            | 0            | 0            | 1            | 0            | 1            | 1      | 0      | 0      | 1      | 0      | 1      | -1 |
| Coupe de France       | -     | 0       | 0       | 0       | 0       | 0       | 0       | 0            | 0            | 0            | 0            | 0            | 0            | 0      | 0      | 0      | 0      | 0      | 0      | 0  |
| Trophée des Champions | -     | 0       | 0       | 0       | 0       | 0       | 0       | 0            | 0            | 0            | 0            | 0            | 0            | 0      | 0      | 0      | 0      | 0      | 0      | 0  |
| Champions League      | -     | 0       | 0       | 0       | 0       | 0       | 0       | 0            | 0            | 0            | 0            | 0            | 0            | 0      | 0      | 0      | 0      | 0      | 0      | 0  |
| Totale                | -     | 0       | 0       | 0       | 0       | 0       | 0       | 1            | 0            | 0            | 1            | 0            | 1            | 1      | 0      | 0      | 1      | 0      | 1      | -1 |

### Andamento in campionato
| Giornata  | 1  | 2 | 3 | 4 | 5 | 6 | 7 | 8 | 9 | 10 | 11 | 12 | 13 | 14 | 15 | 16 | 17 | 18 | 19 | 20 | 21 | 22 | 23 | 24 | 25 | 26 | 27 | 28 | 29 | 30 | 31 | 32 | 33 | 34 |
| --------- | -- | - | - | - | - | - | - | - | - | -- | -- | -- | -- | -- | -- | -- | -- | -- | -- | -- | -- | -- | -- | -- | -- | -- | -- | -- | -- | -- | -- | -- | -- | -- |
| Luogo     | T  |   |   |   |   |   |   |   |   |    |    |    |    |    |    |    |    |    |    |    |    |    |    |    |    |    |    |    |    |    |    |    |    |    |
| Risultato | P  |   |   |   |   |   |   |   |   |    |    |    |    |    |    |    |    |    |    |    |    |    |    |    |    |    |    |    |    |    |    |    |    |    |
| Posizione | 16 |   |   |   |   |   |   |   |   |    |    |    |    |    |    |    |    |    |    |    |    |    |    |    |    |    |    |    |    |    |    |    |    |    |

Legenda:

Luogo: C = Casa; T = Trasferta. Risultato: R = Rinviata; V = Vittoria; N = Pareggio; P = Sconfitta.

### Statistiche individuali
| Giocatore        | Ligue 1  | Ligue 1 | Ligue 1     | Ligue 1    | Coupe de France | Coupe de France | Coupe de France | Coupe de France | Champions League | Champions League | Champions League | Champions League | Totale   | Totale | Totale      | Totale     |
| Giocatore        | Presenze | Reti    | Ammonizioni | Espulsioni | Presenze        | Reti            | Ammonizioni     | Espulsioni      | Presenze         | Reti             | Ammonizioni      | Espulsioni       | Presenze | Reti   | Ammonizioni | Espulsioni |
| ---------------- | -------- | ------- | ----------- | ---------- | --------------- | --------------- | --------------- | --------------- | ---------------- | ---------------- | ---------------- | ---------------- | -------- | ------ | ----------- | ---------- |
| P.-E. Aubameyang | 1        | 0       | 0           | 0          | -               | -               | -               | -               | -                | -                | -                | -                | 1        | 0      | 0           | 0          |
| D. Bakola        | 1        | 0       | 0           | 0          | -               | -               | -               | -               | -                | -                | -                | -                | 1        | 0      | 0           | 0          |
| L. Balerdi       | 1        | 0       | 1           | 0          | -               | -               | -               | -               | -                | -                | -                | -                | 1        | 0      | 1           | 0          |
| C.J. Egan-Riley  | 1        | 0       | 0           | 0          | -               | -               | -               | -               | -                | -                | -                | -                | 1        | 0      | 0           | 0          |
| U. Garcia        | 1        | 0       | 1           | 0          | -               | -               | -               | -               | -                | -                | -                | -                | 1        | 0      | 1           | 0          |
| A. Gomes         | 1        | 0       | 0           | 0          | -               | -               | -               | -               | -                | -                | -                | -                | 1        | 0      | 0           | 0          |
| A. Gouiri        | 1        | 0       | 0           | 0          | -               | -               | -               | -               | -                | -                | -                | -                | 1        | 0      | 0           | 0          |
| M. Greenwood     | 1        | 0       | 0           | 0          | -               | -               | -               | -               | -                | -                | -                | -                | 1        | 0      | 0           | 0          |
| P.-E. Højbjerg   | 1        | 0       | 0           | 0          | -               | -               | -               | -               | -                | -                | -                | -                | 1        | 0      | 0           | 0          |
| G. Kondogbia     | 1        | 0       | 0           | 0          | -               | -               | -               | -               | -                | -                | -                | -                | 1        | 0      | 0           | 0          |
| M. Murillo       | 1        | 0       | 0           | 0          | -               | -               | -               | -               | -                | -                | -                | -                | 1        | 0      | 0           | 0          |
| A. Rabiot        | 1        | 0       | 1           | 0          | -               | -               | -               | -               | -                | -                | -                | -                | 1        | 0      | 1           | 0          |
| J. Rowe          | 1        | 0       | 0           | 0          | -               | -               | -               | -               | -                | -                | -                | -                | 1        | 0      | 0           | 0          |
| G. Rulli         | 1        | -1      | 0           | 0          | -               | -               | -               | -               | -                | -                | -                | -                | 1        | -1     | 0           | 0          |
| R. Vaz           | 1        | 0       | 0           | 0          | -               | -               | -               | -               | -                | -                | -                | -                | 1        | 0      | 0           | 0          |
| T. Weah          | 1        | 0       | 0           | 0          | -               | -               | -               | -               | -                | -                | -                | -                | 1        | 0      | 0           | 0          |